# José Gómez Abad
José Gómez Abad, nascido em 29 da janeiro 1904 em Pechina e falecido em 13 de março de 1993 em Almería, foi um pintor espanhol. Autodidata, distinguiu-se pela sua exploração de naturezas-mortas e pela sua ligação ao meio rural. Conhecido pelo seu envolvimento no Movimento Indaliano, Gómez Abad deixou a sua marca no panorama artístico espanhol.

## Biografia
José Gómez Abad mostrou desde muito cedo o seu talento artístico para a pintura. Aos onze anos, matriculou-se na Escuela de Artes (onde viria a ser professor), situada no centro histórico de Almeria. Embora tenha sido autodidata durante toda a sua vida, a sua aprendizagem inicial lançou as bases da sua carreira artística.

### Desenvolvimento artístico
Em 1941, viaja para Barcelona com seis quadros, que expõe na Galeria Layetana, cuja venda lhe permite dedicar-se inteiramente à pintura. Seguiram-se exposições em Almeria sobre naturezas-mortas, flores e paisagens. Na década de 1940, já gozava de algum apoio em Barcelona, o que lhe permitiu expor com frequência em locais como a Sala Augusta e a Galeria Layetana, e organizar numerosas exposições em Barcelona, Almeria e outras cidades espanholas, tendo ganho um prémio na Exposição Nacional de Desenho de Granada em 1944, por exemplo.

### Compromisso Indaliano
Em 1946 adere ao Movimento Indaliano a convite de Jesús de Perceval, e em 1947 realiza-se o primeiro Congresso Indaliano em Pechina, a sua cidade natal, onde se funda a Academia Indaliana Artes y Bellas Letras de Almería. Também participou na primeira exposição Indaliana no Museo de Arte Moderno, realizada em Madrid em 1947.

### Reconhecimento e Prémios
Durante as décadas de cinquenta, sessenta e setenta, expôs alternadamente em Barcelona, Almeria e, ocasionalmente, em Bilbau, Saragoça, Vitoria, Granada, etc., e as exposições das suas obras na Galeria Harvy ou no Casino de Almeria foram um êxito e um grande reconhecimento popular, Em 1990, a Câmara Municipal de Pechina nomeia-o "hijo predilecto". Em 1991, é galardoado com o quarto Prémio Jesús de Perceval de Artes Visuais e Arquitetura, organizado pela Casa de Almería de Barcelona.

## Estilo
José Gómez Abad foi um artista autodidata que se especializou em naturezas-mortas, o que lhe valeu a alcunha de "pintor de uvas". Ao longo da sua vida, demonstrou uma profunda ligação ao meio rural, ilustrando quadros com cenas das quintas de Andarax, da comarca de La Chanca, da paisagem de Níjar e do deserto de Tabernas. Como curiosidade, realiza dois trajes de toureiro e uma Virgen de la Mar para o empresário José Artés de Arcos.